# Faust (film, 1960)
Pour les articles homonymes, voir Faust (homonymie).
Pour plus de détails, voir Fiche technique et Distribution.
Faust est un film allemand réalisé par Peter Gorski, sorti en 1960.

## Synopsis
Heinrich Faust, un scientifique sans succès, fait un pacte avec le diable.

## Fiche technique
- Titre : Faust
- Réalisation : Peter Gorski
- Scénario : d'après la pièce de théâtre Faust de Johann Wolfgang von Goethe
- Musique : Mark Lothar
- Photographie : Günther Anders
- Montage : Walter Boos
- Production : Ilse Kubaschewski et Walter Traut
- Société de production : Divina-Film
- Pays :  Allemagne de l'Ouest
- Genre : Drame et fantastique
- Durée : 128 minutes
- Dates de sortie : 
  -  Allemagne de l'Ouest : 30 septembre 1960

## Distribution
- Will Quadflieg : Dr. Heinrich Faust / le poète
- Gustaf Gründgens : Méphistophélès / l'homme drôle
- Ella Büchi : Margarete « Gretchen »
- Elisabeth Flickenschildt : Marthe Schwerdtlein
- Hermann Schomberg : le metteur en scène / le Monsieur / Erdgeist
- Eduard Marks : Wagner
- Max Eckard : Valentin
- Uwe Friedrichsen : l'étudiant
- Heinz Reincke : Frosch
- Hans Irle : Altmayer
- Friedrich G. Beckhaus : Brander
- Karl Heinz Wüpper : Siebel
- Heidi Leupolt : Lieschen
- Gustl Busch : la sorcière
- Konrad Krauss : l'archange Raphaël
- Eugen Klimm : le vieux fermier
- Christian Rode : l'archange Gabriel
- Karl-Heinz von Hassel :  l'archange Michel
- Renate Wegener
- Dieter Wossidlo

## Distinctions
Le film a été récompensé dans le cadre des Deutscher Filmpreis.